# 월드 오브 스포트 레슬링
월드 오브 스포트 레슬링(World Of Sport Wrestling)은 원래는 1965년부터 1985년까지 존재하던 단체였는데 영국 ITV와 임팩트 레슬링의 공동 제작으로 32년만에 부활하게 되었다.

## 챔피언 현황
| 타이틀          | 챔피언   | 획득한 날짜     | 전 챔피언       |
| --------------- | -------- | --------------- | --------------- |
| WOS 월드 챔피언 | 그레이도 | 2016년 11월 2일 | 데이브 마스티프 |

### 남성 레슬러
- 그레이도
- 매그너스
- 알렉스 셰인
- 엘 리게로
- 자니 모스
- 마크 코페이
- 데이브 마스티프
- 캐니 윌리엄스
- 램페이지 브라운
- 록스타 스퍼드
- 잭 깁슨
- 데이비 보이 스미스 주니어
- 조 코페이
- 샤 사무엘스

### 여성 레슬러
- 바이퍼